# Indiabrand
Indiabrand är en reseskildring av Artur Lundkvist utgiven 1950.
Boken skildrar en sju månader lång resa genom Indien (med kortare besök på Ceylon och i Pakistan) och belyser en mängd olika aspekter av Indiens samhälle, kultur och religion. Den skildrar även sammanträffanden med flera personer, bland andra den dåvarande premiärministern Nehru och författaren Mulk Raj Anand.
Resan, med bland annat upplevelser av de fattiga folkmassorna i Calcutta, blev en omvälvande och närmast chockerande upplevelse för Lundkvist. I den avslutande sammanfattningen menade han att det fanns tre alternativ att möta Indien: "med likgiltighetens cynism, att totalt förlora sig i mystik eller att reagera revolutionärt". Lundkvist valde det senare förhållningssättet: "emot det mesta som nu är Indien, för det som skulle kunna bli". I sin självbiografi skrev han senare om resan: "Indien var upprörande på många olika sätt... Det var som om Indien ville lida, valde nöden och svälten, gjorde sig förtjänt av sin efterblivenhet... Nästan vilken omstörtning som helst tycktes vara att föredra framför denna oavlåtliga, utdragna katastrof."
Indiabrand betraktas som en av Lundkvists viktigaste böcker och mästerverket bland hans reseskildringar. Boken fick stor betydelse för mångas syn på omvärlden. Detta vittnade bland andra Olof Palme om: "Jag vill utan omsvep erkänna att det är få böcker som har haft ett så starkt inflytande på mig och mitt sätt att se världen och verkligheten som denna".
Som reseskildrare i denna del av världen fick Lundkvist också flera efterföljare, som Sven Lindqvist med Myten om Wu Tao-tzu (1967).

## Utgåvor
- Lundkvist, Artur (1950). Indiabrand. Stockholm: Bonniers. Libris 441747
- Lundkvist, Artur (1956). Indiabrand. Stockholm: Tidens bokklubb. Libris 1275112